# Tournée de l'équipe des Lions britanniques et irlandais de rugby à XV en 2001
Navigation
1997 2005
L'équipe des Lions Britanniques a perdu la tournée organisée en 2001 avec deux défaites, et une seule victoire contre l'équipe d'Australie. 
44 joueurs ont participé à cette tournée, sous la conduite de leur capitaine, Martin Johnson, le seul joueur à avoir été le capitaine de deux tournées consécutives. L'entraîneur est le Néo-zélandais Graham Henry. Aux touristes initiaux (37), les nombreuses blessures ou indisponibilités survenues durant ces longues semaines ont conduit l'encadrement à appeler sept joueurs supplémentaires. 
L'équipe des Lions perd deux des trois tests et pour la première fois, les Lions s'inclinent au bilan final contre l'Australie.

## L'équipe des Lions britanniques et irlandais de 2001

### Le groupe de la tournée
La liste suivante indique les joueurs retenus pour participer à la tournée organisée en 2001.
| Entraîneur | Entraîneur             | Graham Henry |
| Avants     | Pilier                 | Jason Leonard ( Harlequins), Darren Morris ( Swansea RFC), Tom Smith ( CA Brive), Phil Vickery ( Gloucester RFC), Dai Young ( Cardiff RFC)                                 |
| Avants     | Talonneur              | Phil Greening ( London Wasps), Robin McBryde ( Llanelli RFC), Keith Wood ( Harlequins), Gordon Bulloch ( Glasgow Warriors), Dorian West ( Leicester Tigers)                |
| Avants     | Deuxième ligne         | Jeremy Davidson ( Castres olympique), Danny Grewcock ( Saracens), Martin Johnson ( Leicester Tigers), Scott Murray ( Saracens), Malcolm O'Kelly ( St. Mary's College RFC)  |
| Avants     | Troisième ligne aile   | Neil Back ( Leicester Tigers), Colin Charvis ( Cardiff RFC), Richard Hill ( Saracens), Martyn Williams ( Cardiff RFC), David Wallace ( Munster)                            |
| Avants     | Troisième ligne centre | Lawrence Dallaglio ( London Wasps), Scott Quinnell ( Llanelli RFC), Simon Taylor ( Edinburgh), Martin Corry ( Leicester Tigers)                                            |
| Arrières   | Demi de mêlée          | Matt Dawson ( Northampton Saints), Austin Healey ( Leicester Tigers), Rob Howley ( Cardiff RFC), Andy Nicol ( Glasgow Warriors)                                            |
| Arrières   | Demi d'ouverture       | Neil Jenkins ( Cardiff RFC), Ronan O'Gara ( Munster), Jonny Wilkinson ( Newcastle Falcons)                                                                                 |
| Arrières   | Centre                 | Mike Catt ( Bath Rugby), Will Greenwood ( Harlequins), Rob Henderson ( London Wasps), Brian O'Driscoll ( Leinster), Mark Taylor ( Swansea RFC), Scott Gibbs ( Swansea RFC) |
| Arrières   | Ailier                 | Ben Cohen ( Northampton Saints), Dafydd James ( Llanelli RFC), Dan Luger ( Saracens), Jason Robinson ( Sale Sharks), Tyrone Howe ( Ulster)                                 |
| Arrières   | Arrière                | Iain Balshaw ( Bath Rugby), Matt Perry ( Bath Rugby) |

## Résultats

### Résultats des matchs
| No | Date            | Lieu                | Match                          | Score   | Compétition |
| -- | --------------- | ------------------- | ------------------------------ | ------- | ----------- |
| 1  | 30 juin 2001    | Brisbane Australie  | Australie – Lions britanniques | 13 – 29 | test match  |
| 2  | 7 juillet 2001  | Melbourne Australie | Australie – Lions britanniques | 35 – 14 | test match  |
| 3  | 14 juillet 2001 | Sydney Australie    | Australie – Lions britanniques | 29 – 23 | test match  |